# Laagshof

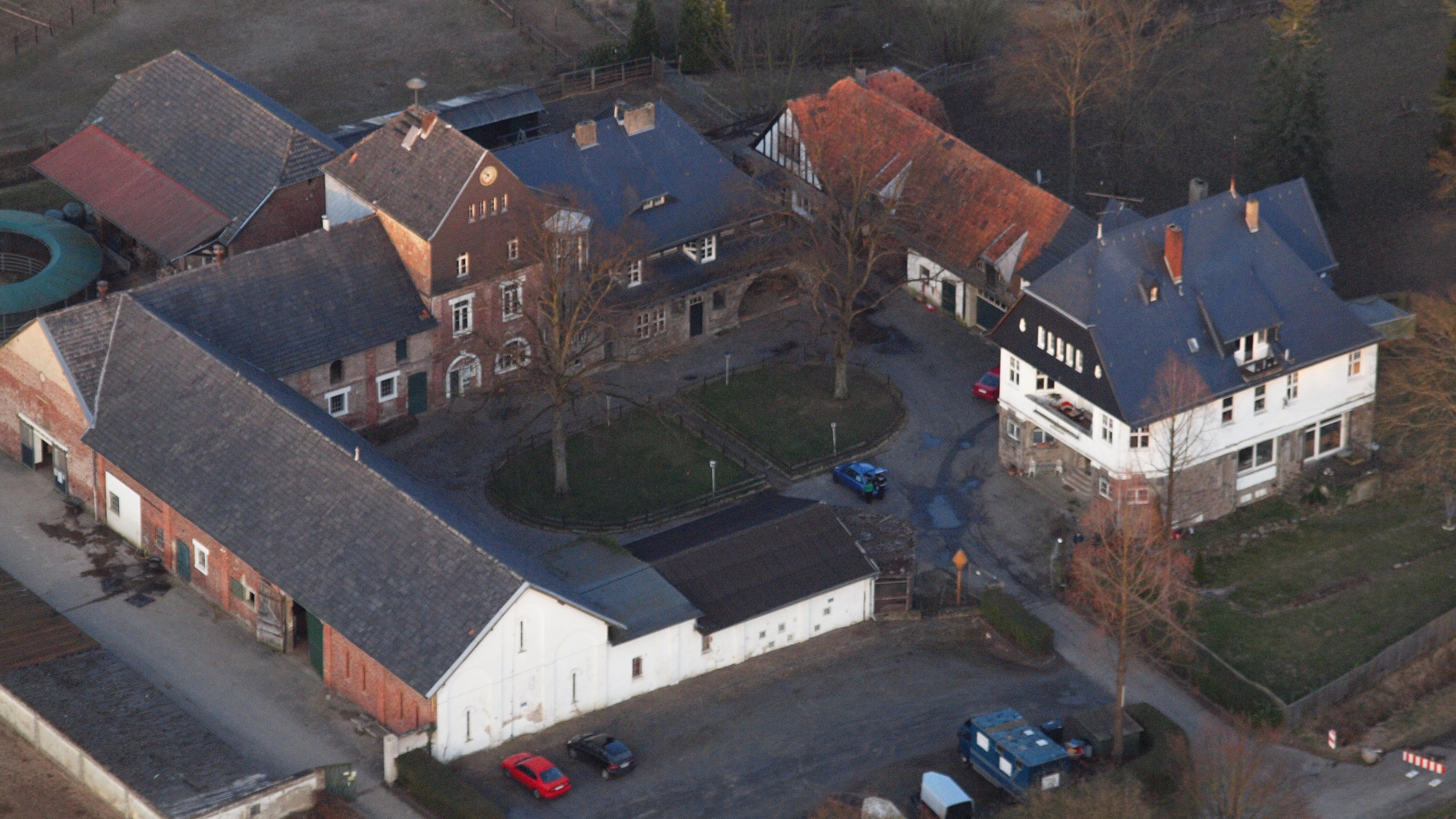
Laagshof, Luftaufnahme aus nordwestlicher Richtung (2014)

Der Laagshof ist eine Hofanlage bei Ittenbach, einem Ortsteil der Stadt Königswinter im nordrhein-westfälischen Rhein-Sieg-Kreis. Sie steht als Baudenkmal unter Denkmalschutz.

## Lage
Der Laagshof liegt ein Kilometer südöstlich von Ittenbach und ein Kilometer nordwestlich von Hövel am Nordrand eines Waldgebiets auf 220 m ü. NHN. Unmittelbar südlich verläuft die Grenze zur Stadt Bad Honnef (Gemarkung Aegidienberg), direkt nordöstlich die Trasse der Eisenbahn-Schnellfahrstrecke Köln–Rhein/Main mit einem 255 m langen Trogbauwerk.

## Geschichte

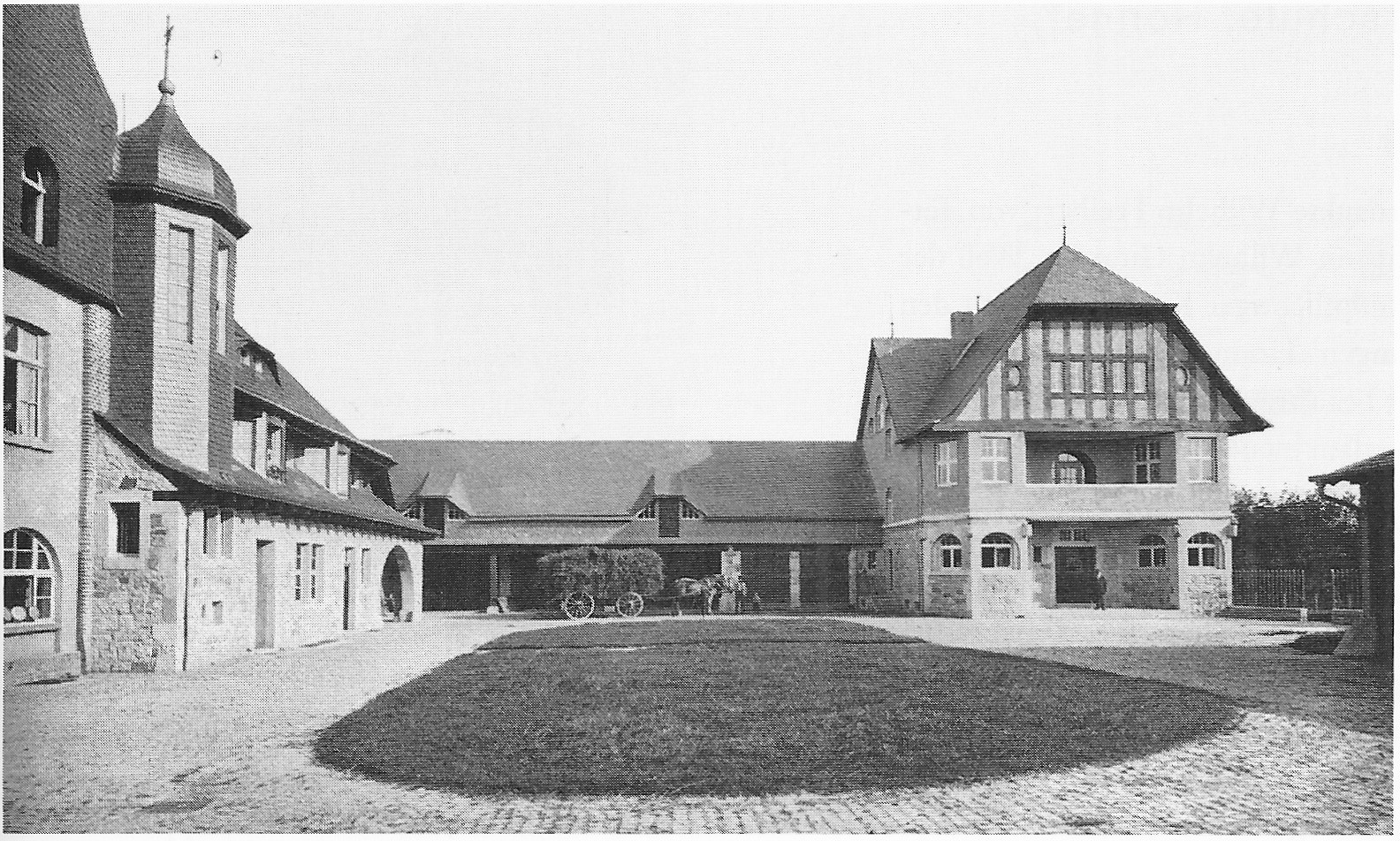
Gut Laagshof, Wohnhaus und Remisen (um 1908)

Der Laagshof geht mindestens bis an den Beginn des 19. Jahrhunderts zurück. Im Rahmen von damaligen Volkszählungen sowie bei der Topographischen Aufnahme der Rheinlande war er als Laachshof verzeichnet, 1816 zählte er sieben und 1843 unter der heutigen Schreibweise sechs Einwohner. Ein Neubau entstand um 1860, sodass der Wohnplatz Laagshof 1885 bereits über zwei Wohngebäude mit acht Einwohnern verfügte.
Am 24. August 1905 erwarb Wilhelm Girardet, ein Essener Zeitungsverleger, den Gutshof einschließlich 380 Morgen an Ackerland, Wiesen und Wald vom Grafen Franz von Nesselrode.:65 Er ließ ihn in achtmonatiger Bauzeit bis 1906 nach Plänen des Architekten und Regierungsbaumeisters Wilhelm Freiherr von Tettau im Heimatstil in Anlehnung an englische Landhäuser umbauen und zu einer hufeisenförmigen, dreiflügeligen Anlage erweitern. Dabei entstanden als Anbau das sog. „Inspektorenwohnhaus“ und als vollständiger Neubauflügel das Wohnhaus für Girardet, der dort vor allem herbstliche Treffen in seinem eigenen Jagdrevier abhalten wollte.:66 Der ursprüngliche, später abgeänderte Entwurf von Tettaus wurde in der Zeitschrift Der Baumeister kommentiert.
Im Zweiten Weltkrieg diente der Laagshof ab Juli 1941 als Kriegsgefangenenlager, das zunächst mit zehn französischen Gefangenen und später auch russischen belegt war. Nach dem Zweiten Weltkrieg fiel der Laagshof in den Besitz des Landes Nordrhein-Westfalen. 1971 wurde er nach dem Neubau einer Reithalle als Reitsportzentrum neu eröffnet, auch eine Gastronomie kam hinzu. 2005 verkaufte das Land NRW die Liegenschaft, worauf der Reitsportbetrieb vorübergehend eingestellt, jedoch nach einer erfolgten Renovierung im Sommer 2006 wieder aufgenommen wurde.
Die Eintragung des Laagshofs in die Denkmalliste der Stadt Königswinter erfolgte am 11. Juli 2003.

## Anlage
Zum Laagshof gehören ein zweigeschossiges Herrenhaus, ein ein- bis dreigeschossiges Gesinde- und Verwalterhaus („Inspektorenwohnhaus“), Stallungen, Remisen und eine Scheune. Während die Wohngebäude aus Trachytquadern (grob gebrochener Perlenhardter Trachyt) bestehen, sind die Stallungen Backsteinbauten.
Der als vollständiger Neubau 1905/06 errichtete Flügel des Laagshofs ist zweigeschossig in Trachyt errichtet und gliedert sich dem Ursprung nach in ein Wohnhaus, offene Wagen- und Geräteremisen und einen Raum für Heizmaterial. Den oberen Abschluss dieses Gebäudes bildet ein verschiefertes Krüppelwalmdach, das ein ausgebautes Dachgeschoss aufnimmt. Der Eingang zum Wohnhaus liegt zwischen dreiseitigen erkerartigen Vorbauten zurück, die im Erdgeschoss über Rundbogenfenster verfügen. Im Obergeschoss, ursprünglich steinsichtig und heute verputzt, besteht eine durch die Erkervorbauten begrenzte Loggia. Zentraler Innenraum des Wohnhauses ist eine Halle mit angeschlossenem Treppenhaus, an die sich vorne Küche und Herrenzimmer sowie hinten Speisezimmer und offene Halle anschließen. Das Erdgeschoss verfügt über eine Holzbalkendecke.:66
Das ehemalige „Inspektorenwohnhaus“ besteht aus einem bereits vor der Erweiterung von 1905/06 vorhandenen turmartigen geschlämmten Ziegelbau und dem seinerzeitigen Anbau in Trachyt. Der Altbau ist dreigeschossig und verfügte ursprünglich über einen bei der Erweiterung hinzugefügten verschieferten Schweifgiebel sowie angrenzend an der Nahtstelle zum Anbau ein Treppentürmchen (beide heute gestutzt). Der niedrigere Anbau besitzt ein hohes verschiefertes Walmdach, in das die Fensterreihe des Obergeschosses, unterbrochen durch zwei Erker, vertieft eingelassen ist. Am rechten Ende des Erdgeschosses befindet sich ein großer Rundbogen als arkadenartiger Übergang zu den dahinterliegenden Werkstätten. Das Erdgeschoss nahm Hühner- und Schweinestall auf, das Obergeschoss Wohnungen für das Personal.:66